# 2024年索馬里蘭總統選舉
2024年索马里兰总统选举於2024年11月13日举行，是索马里兰自2003年以來第四次直接总统选举。根据索马里兰宪法，总统选举每5年举行一次。现任总统，来自和平、团结与发展党的缪斯·比希·阿卜迪寻求第二任期（也是最后一任期）。
反对党瓦达尼党的阿卜迪拉赫曼·穆罕默德·阿卜杜拉希赢得64%的选票，而现任总统阿卜迪只获得35%的选票。